# Uherčice (Distrito de Břeclav)
Uherčice é uma comuna checa localizada na região de Morávia do Sul, distrito de Břeclav‎.